# Lotte De Quick
Lotte De Quick (11 januari 1998) is een Belgisch volleybalster.

## Levensloop
De Quick begon met volleyballen bij Mevoc Meerbeke. Na haar periode aan de Topsportschool Vilvoorde ging ze aan de slag bij VDK Gent. Met deze club won ze in 2021-'22 de landstitel en in 2022-'23 de Supercup. In 2023 maakte ze de overstap naar VC Oudegem.
De Quick studeerde af aan de UGent als bedrijfspsychologe. Haar zus Tine is eveneens actief in het volleybal.